# Andreas Herold

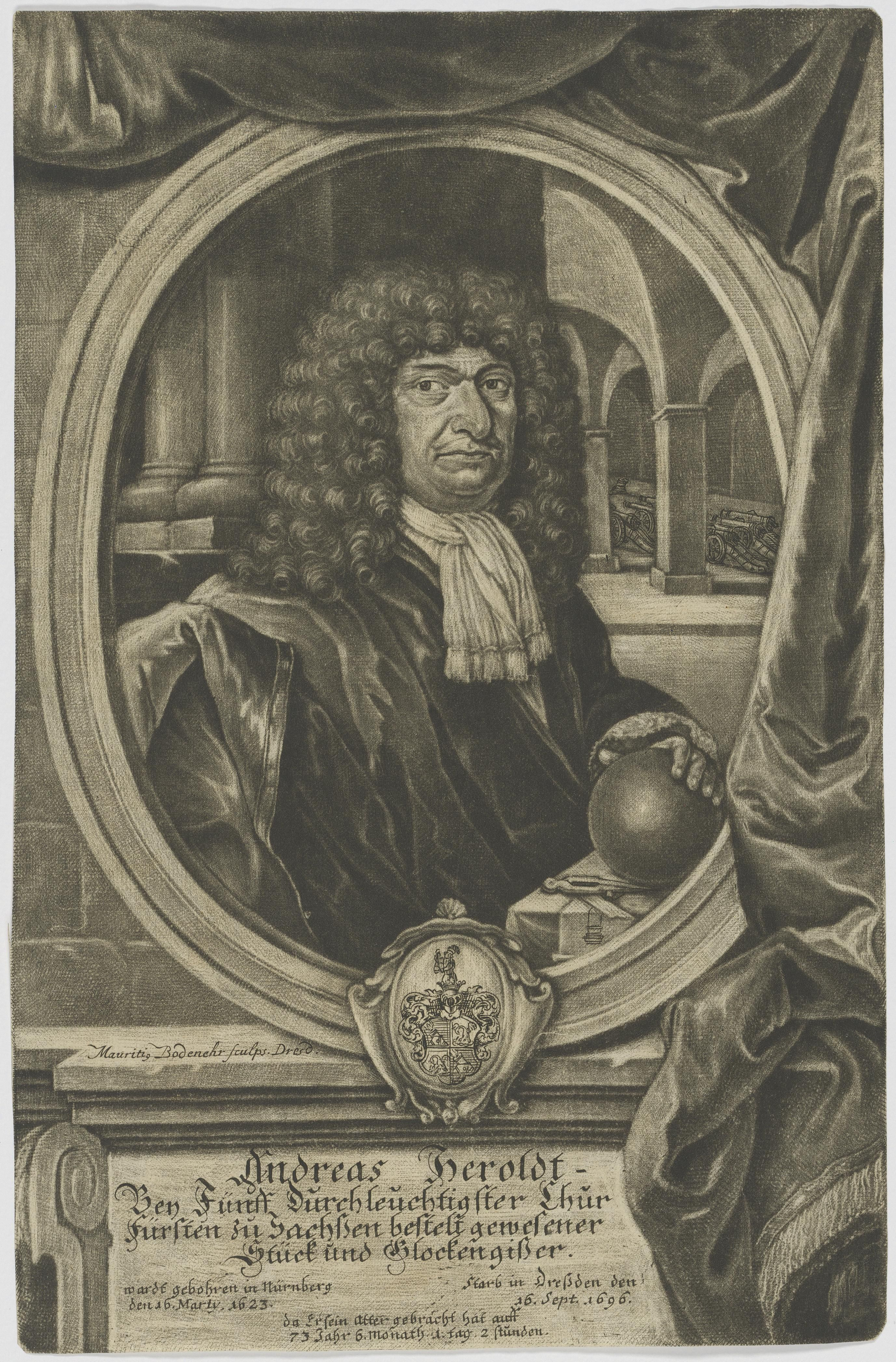
Andreas Herold,
Kupferstich von Moritz Bodenehr

Andreas Herold (* 16. März 1623 in Nürnberg; † 16. September 1696 in Dresden) war ein deutscher Stück- und Glockengießer.

## Leben
Andreas Herold entstammte einer bekannten Glockengießerfamilie; bereits der Großvater Balthasar Herold (1553–1628) goss am Nürnberger Frauentor. Aus der Ehe des Stück- und Glockengießers Georg Herold (1590–1632) und dessen Frau Katharina († 1660), Tochter des Notars Hieronymus Örtel, gingen mehrere Kinder hervor. Andreas Herold war der dritte von fünf überlebenden Söhnen des Paares, die anderen waren Balthasar (1620–1683), Hans Georg (1621 bis nach 1671), Johannes (1625–1656) und Wolf Hieronymus (1627–1693). Die verwitwete Mutter heiratete 1643 den Stück- und Glockengießer Leonhard Löw († 1658), der seine Stiefsöhne in diesem Handwerk ausbildete.
Gegen Ende des Dreißigjährigen Krieges (1618–1648) begleitete er seinen älteren Bruder Balthasar nach Warschau, wo er beim königlichen Stückgießer arbeitete. Vermutlich kam er zu dieser Zeit in Kontakt mit dem kursächsischen Hof in Dresden. Kurfürst Johann Georg I. verpflichtete ihn 1649, drei Jahre später erhielt Herold das kurfürstliche Privileg für den Glockenguss in Sachsen. Er arbeitete als Nachfolger von Hans Wilhelm Hilliger im kurfürstlichen Gießhaus, das bereits 1567 neben dem Dresdner Zeughaus errichtet worden war.
Herold war mit der Dresdner Kaufmannstochter Anna Katharina Schmidt (1627–1700) verheiratet. Von den 15 Kindern des Paares haben nur vier das Erwachsenenalter erreicht. Ein Sohn war Adam (1659–1711), ein lutherischer Theologe und Superintendent. Andreas Herold starb 1696 in Dresden und wurde in der gotischen Frauenkirche bestattet. Sein Grabmal ist nicht erhalten.

## Werk

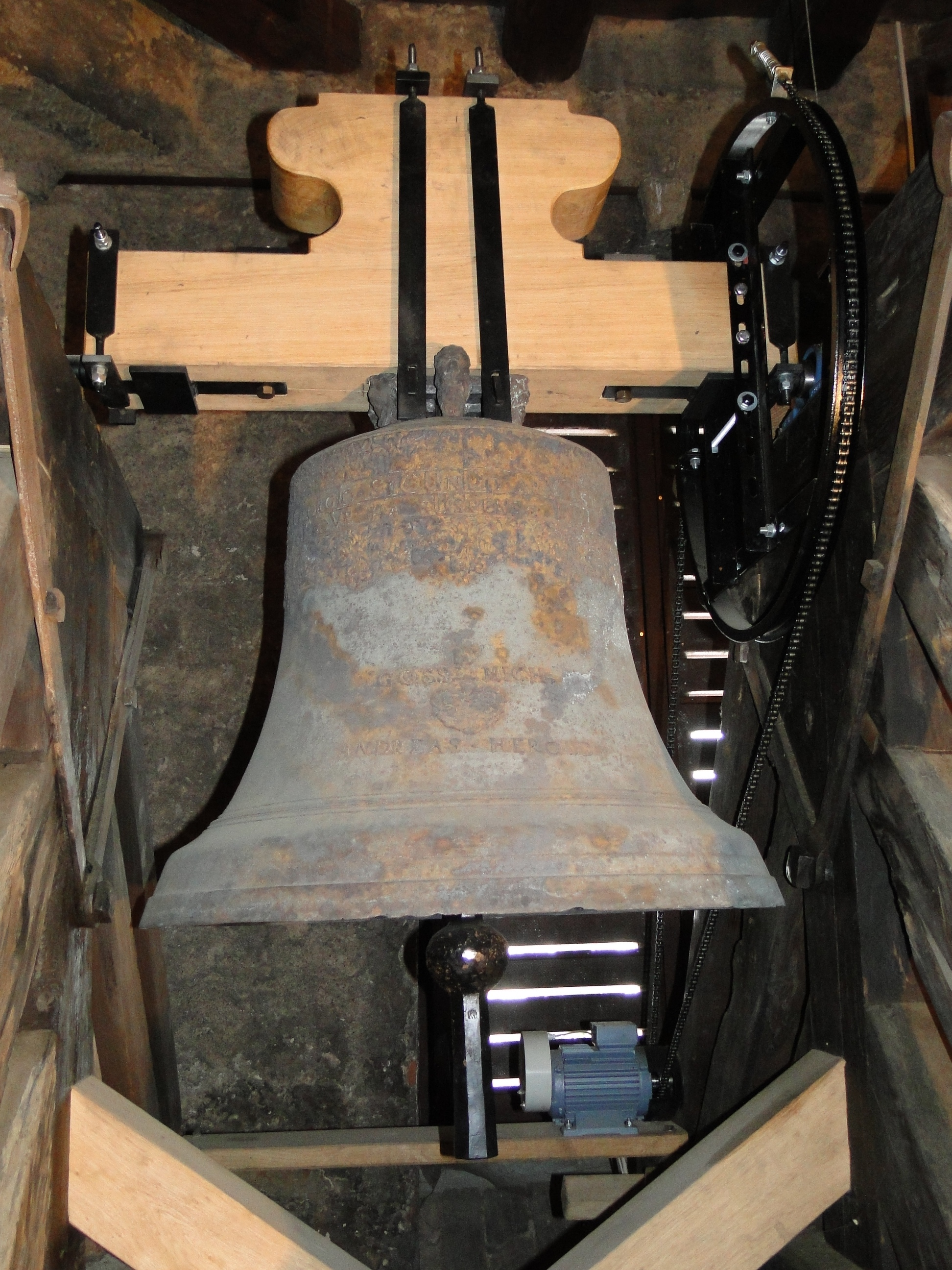
Mittlere Glocke, heute in der Emmauskirche Kaditz

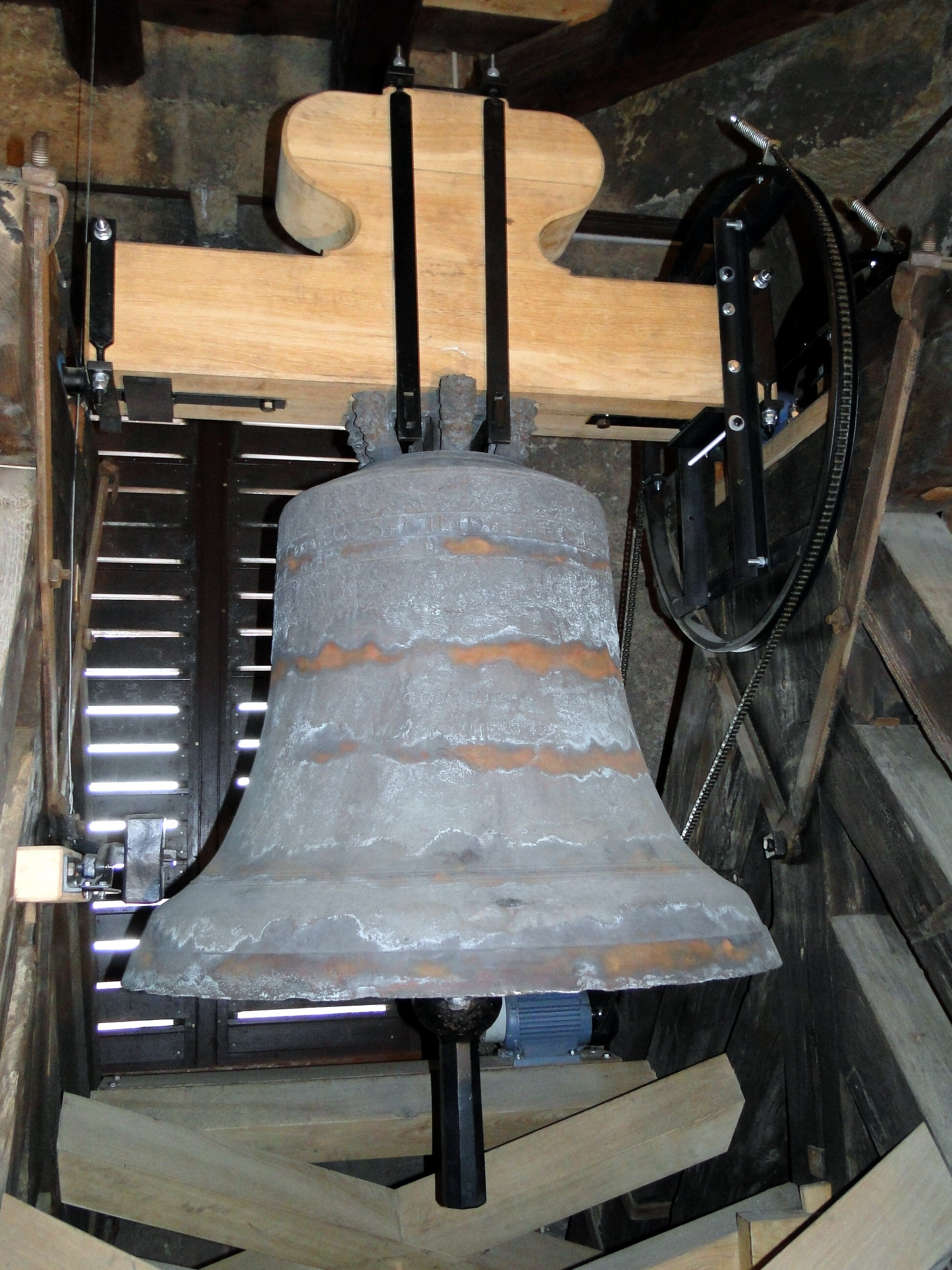
Große Glocke, heute ebenfalls in Kaditz

### Glocken
Aufgrund seines Privilegs goss Andreas Herold Bronzeglocken für den gesamten kursächsischen Raum. Durch Neugüsse sowie die Metallsammlungen während der beiden Weltkriege sind viele der von ihm gegossenen Glocken nicht mehr vorhanden. Er goss unter anderem:
- 1651, St.-Bartholomäus-Kirche, Dresden: Umguss zweier Glocken aus dem Jahr 1552[2]
- 1653, Elf-Gebote-Kirche in Schönborn (bei Dresden): Glocke, im Ersten Weltkrieg abgeliefert
- 1657, Kirche Mochau (bei Döbeln): kleine und große Glocke[3]
- 1660, Dorfkirche Dittersbach (Sächsische Schweiz): kleine und mittlere Glocke; Sie wurden im November 1856 abgenommen und zugunsten neuer Glocken zerschlagen und bei Friedrich Gruhl in Kleinwelka eingeschmolzen.[4]
- 1667, Trinitatiskirche Zscheila (bei Meißen): kleine, mittlere und große Glocke; Das Glockenspiel ist in seiner Gesamtheit erhalten geblieben und daher von besonderer denkmalpflegerischer und künstlerischer Bedeutung.[5]
- 1668, Dorfkirche Rehfeld (bei Falkenberg): Glocke; erhalten
- 1669, Kirche Hennersdorf (bei Görlitz): kleine Glocke, 530 kg, ⌀ 97 cm, Schlagton as’; Die im Zweiten Weltkrieg abgegebene Glocke ist erhalten geblieben und kam um 1950 vom Hamburger Glockenfriedhof an die Oldenburger Lambertikirche.[6]
- 1669/1670, Stadtkirche Lauenstein im Erzgebirge: kleine, mittlere und große Glocke, erhalten
- 1672, Christuskirche Bischofswerda: Geläut; Aus den beim Stadtbrand 1671 geschmolzenen Hilliger-Glocken sowie einer weiteren entstand dieses Geläut, das 1813 beim Stadtbrand zerstört wurde. Friedrich Gruhl goss aus dem Metall neue Glocken.[7]
- 1676, Kirche Altenberg (Erzgebirge): mittlere Glocke, Inschrift: „Verbum Domini manet.“; Sie wurde gemeinsam mit der großen Glocke (1675, aus Böhmen) 1942 für Kriegszwecke abgeliefert und eingeschmolzen.
- 1676, Dorfkirche Wiederau (bei Falkenberg): Glocke; an 15 km westlich gelegene Züllsdorfer Kirche abgegeben, erhalten
- 1677, Kapelle im Residenzschloss Dresden: Geläut; Das Geläut wurde nicht aufgezogen, die mittlere und große Glocke wurden 1737 auf den neu erbauten Glockenturm der Sophienkirche gesetzt, überstanden den Krieg und kamen 1948 an die Emmauskirche Kaditz.
- 1678, Dreifaltigkeitskirche Neusalza: kleine Glocke; erhalten
- 1679, St. Matthäikirche Leisnig: Glocke; vor 1903 ersetzt[8]
- 1681, Leubnitzer Kirche (bei Dresden): kleine und mittlere Glocke; für Kriegszwecke eingeschmolzen
- 1683, St.-Marien-Kirche Zwickau: Seliger-Glocke; erhalten
- 1692, (alte) Nikolaikirche Chemnitz: kleine Glocke (oder gesamtes Dreier-Geläut); 1887 auf die neue Nikolaikirch aufgezogen, 1917 für Kriegszwecke eingeschmolzen[9]
- 1694, Peter-und-Paul-Kirche Züllsdorf (bei Falkenberg): Glocke; als Zweier-Geläut mit der 1676 gegossenen Wiederauer Glocke erhalten
- 1695, Gutskapelle Reuden: in Calau gegossene Glocke; erhalten
- 1695, Kirche Weida (bei Riesa): zwei Glocken; erhalten[10]
- Herrenhaus Hermsdorf (bei Döbeln): große (und kleine?) Glocke[11]
- Nikolaikirche Meißen: große Glocke

### Weitere Werke
Wie die Berufsbezeichnung Stück- und Glockengießer bereits andeutet, war es seine Hauptaufgabe, Stücke zu gießen. Diese Geschütze, häufig kunstvoll verziert, befinden sich heute oftmals – sofern noch erhalten – außerhalb des sächsischen Raumes, was auf die vielen für Sachsen verlorenen Kriege zurückzuführen ist. So hat beispielsweise in Stockholm der Bronzegießer Georg von Herold, ein Nachfahr der Nürnberger Gießer, vier 1678 von Andreas Herold gegossene Kanonen um das 1868 von ihm gegossene Denkmal Karls XII. aufstellen lassen.
Nach den Modellen des Bildhauers Wolf Ernst Brohn goss Andreas Herold die Bronzefiguren für das Epitaph der Herzogin Sophie Hedwig (1630–1652; 1650 ⚭ Prinz Moritz), das als Brohns Hauptwerk gilt. Es befand sich an der Nordwand des Chors der Dresdner Sophienkirche.
Im Auftrag des Kurfürsten Johann Georg II. fertigte der Bildhauer Christoph Abraham Walther ein Kruzifix für die Dresdner Elbbrücke nach einem älteren Vorbild des Gießers Johannes Hilligers. Es kam 1658 nach Dresden, wo man einen Abguss nahm, bevor es aufgestellt wurde. Das auf Grundlage des Abgusses von Andreas Herold 1670 gegossene und im September des Jahres aufgestellte Kruzifix fiel beim Elbhochwasser 1845 in den Fluss und ist seitdem verschollen.